# Bolesław Greffner
Bolesław Marceli Greffner, ps. „Beaulieux” (ur. 26 lipca 1891 w Liszkach, zm. w październiku 1939) – podinspektor Policji Państwowej i major żandarmerii Wojska Polskiego, działacz niepodległościowy.

## Życiorys
Urodził się 26 lipca 1891 w Liszkach, w ówczesnym powiecie krakowskim Królestwa Galicji i Lodomerii, w rodzinie Hipolita. Był młodszym bratem Alfreda (ur. 1890).
W 1910 ukończył naukę w klasie VIIIa i zdał maturę w c. k. Gimnazjum III w Krakowie, po czym rozpoczął studia na Wydziale Prawa Uniwersytetu Jagiellońskiego. Był równocześnie aktywny w środowisku irredenty. Należał do Polskiej Partii Socjalistycznej oraz II Polskiej Drużyny Strzeleckiej w Krakowie (od 26 października 1913 był zastępowym w II plutonie 1. kompanii, a w kwietniu 1914 został mianowany podoficerem kadetem. 
24 września 1914 wstąpił do Legionów Polskich. Od 6 listopada 1914 był instruktorem w Szkole Podchorążych LP w Krakowie, po jej ewakuacji w Jabłonkowie, Marmaros-Sziget i Kamieńsku. 5 grudnia 1914 został mianowany podporucznikiem piechoty. Od 11 maja 1915 był komendantem plutonu w 4 Pułku Piechoty. 31 lipca 1915 został ranny w bitwie pod Jastkowem. Przebywał w Szpitalu Fortecznym nr 9 w Krakowie. Po wyleczeniu został przeniesiony do 3 Pułku Piechoty. 1 lipca 1916 został mianowany porucznikiem piechoty. W 1916 na krótko oddelegowany do Komendy Grupy LP. 11 maja 1917 wyznaczony na kierownika Urzędu Zaciągowego w Biłgoraju. 28 marca 1917 został wymieniony we wniosku o odznaczenie austriackim Krzyżem Wojskowym Karola.
Po bitwie pod Rarańczą (15–16 lutego 1918) pełnił służbę w II Korpusie Polskim w Rosji, w którym zorganizował i dowodził Polową Strażą Wojskową. Był z tego powodu poszukiwany przez Austriaków w związku z procesem legionistów o zdradę stanu w Marmaros-Sziget. Po bitwie pod Kaniowem (11 maja 1918) dostał się do niemieckiej niewoli. Następnie służył w Polskim Korpusie Posiłkowym. 
25 października 1918 został przyjęty do Wojska Polskiego z zatwierdzeniem posiadanego stopnia porucznika. 8 listopada 1918 Rada Regencyjna mianowała go kapitanem ze starszeństwem z 12 października tego roku. Pełnił służbę na stanowisku komendanta powiatowego żandarmerii w Tomaszowie Lubelskim. Wiosną 1919 został wyznaczony na stanowisko zastępcy szefa Generalnej Ekspozytury Żandarmerii Polowej. 30 lipca 1920 został zatwierdzony z dniem 1 kwietnia 1920 w stopniu majora, w Korpusie Żandarmerii, w grupie oficerów byłych Legionów Polskich. Był wówczas dowódcą szkoły żandarmerii ukraińskiej w Kamieńcu Podolskim. 1 czerwca 1921 pełnił służbę w Dowództwie Żandarmerii Wojskowej, a jego oddziałem macierzystym był 4 Dywizjon Żandarmerii w Łodzi. Jesienią tego roku został zdemobilizowany i przydzielony w rezerwie do 4 Dywizjonu Żandarmerii. 8 stycznia 1924 został zatwierdzony w stopniu majora ze starszeństwem z 1 czerwca 1919 i 5. lokatą w korpusie oficerów rezerwy żandarmerii. 
Po zwolnieniu z wojska wstąpił do Policji Państwowej. Kolejno pełnił służbę na stanowiskach komendanta powiatowego w Nowogródku, komendanta miejskiego w Poznaniu i kierownika Urzędu Śledczego w Poznaniu. Od czerwca do 30 listopada 1934 był komendantem Miejsca Odosobnienia w Berezie Kartuskiej. Po powrocie do Poznania objął stanowisko zastępcy komendanta wojewódzkiego Policji Państwowej. W tym samym roku jako oficer rezerwy pozostawał w ewidencji Powiatowej Komendy Uzupełnień Poznań Miasto. Posiadał przydział do Oficerskiej Kadry Okręgowej Nr VII. Był wówczas w grupie oficerów „pełniących służbę w Policji Państwowej w stopniach oficerów P.P.” We wrześniu 1935 został przeniesiony do Łucka. We wrześniu 1936 został zwolniony ze stanowiska zastępcy komendanta wojewódzkiego Policji Państwowej lub oficera inspekcyjnego w Łucku i przeniesiony w stan nieczynny.
22 września 1937 prasa krajowa poinformowała o jego śmierci poprzedniego dnia w Gnieźnie. 23 września informacja została sprostowana. W Gnieźnie zmarł krewny Bolesława o tym samym nazwisku, natomiast on sam przebywał w Łucku.
Podczas kampanii wrześniowej w 1939 dostał się do niewoli sowieckiej, po czym został skazany i rozstrzelany w październiku 1939 z wyroku sądu wojskowego Frontu Ukraińskiego.
Był żonaty z Anną z Żyburtowiczów (ur. 13 marca 1906 w Mińsku), z którą miał córkę Wandę (ur. 11 grudnia 1925) i syna Lecha Bolesława (ur. 16 grudnia 1932 w Poznaniu). Lech Grefner zmarł 15 listopada 2022.

## Ordery i odznaczenia
- Krzyż Niepodległości – 17 marca 1932 „za pracę w dziele odzyskania niepodległości”[24]
- Krzyż Walecznych czterokrotnie „za czyny orężne w bojach byłego 3 pułku piechoty Legionów Polskich”[25][b]
- Brązowy Medal Zasługi Wojskowej na wstążce Krzyża Zasługi Wojskowej – 1916 „w uznaniu walecznego zachowania się wobec nieprzyjaciela”[27]